# Fekonja
Fekonja je 200. najbolj pogost priimek v Sloveniji, ki ga je po podatkih Statističnega urada Republike Slovenije na dan 31. decembra 2007 uporabljalo 908 oseb.

## Znani nosilci priimka
- Aleksandra Fekonja, slikarka
- Aljoša Fekonja, častnik SV
- Andrej Fekonja, duhovnik in literarni zgodovinar
- Anja Fekonja, biologinja
- Bojan Fekonja, pisatelj
- Brina Fekonja, industrijska oblikovalka
- Jerneja Fekonja, plesalka
- Dare Fekonja, ornitolog
- Ivan Fekonja, nosilec spominskege znaka Bukovje 1991
- Lucija Črepinšek Fekonja, UM
- Manca Fekonja, pevka
- Marija Fekonja, nosilka reda slovenske vojske
- Marjan Fekonja, pravnik, obramboslovec, politik
- Milojka Fekonja, doktorica kmetijskih in biosistemskih znanosti
- Roman Fekonja, slikar
- Urška Fekonja Peklaj, psihologinja